# Херонова формула
В геометрията Хероновата формула изразява площта на триъгълник чрез трите му страни. За разлика от нея, други формули за площта на триъгълник изискват основа и височината към нея или използват тригонометрични функции. Хероновата формула е публикувана за пръв път през 60 г. сл. н. е. в книгата „Метрика“ на древногръцкия изобретател, физик и математик Херон Александрийски.

## Формулировка
В геометрията Хероновата формула служи за намиране на лице на произволен триъгълник по дадени 3 негови страни. В най-опростения си вид изглежда така:
{\displaystyle S={\sqrt {p(p-a)(p-b)(p-c)}}},
където {\displaystyle a}, {\displaystyle b} и {\displaystyle c} са дължините на страните на триъгълника, а 

{\displaystyle p={\frac {a+b+c}{2}}} и се нарича полупериметър на триъгълника.
Хероновата формула може да бъде представена и в други видове:
{\displaystyle S={\frac {1}{4}}{\sqrt {(a+b+c)(-a+b+c)(a-b+c)(a+b-c)}}}
{\displaystyle S={\frac {1}{4}}{\sqrt {2(a^{2}b^{2}+a^{2}c^{2}+b^{2}c^{2})-(a^{4}+b^{4}+c^{4})}}}
{\displaystyle S={\frac {1}{4}}{\sqrt {(a^{2}+b^{2}+c^{2})^{2}-2(a^{4}+b^{4}+c^{4})}}}
{\displaystyle S={\frac {1}{4}}{\sqrt {4a^{2}b^{2}-(a^{2}+b^{2}-c^{2})^{2}}}.}
Предполага се, че формулата е открита от Архимед. Формулата с нейното доказателство е включена в Метрика, книга на Херон Александрийски, писана около 60 г.
За произволен вписан четириъгълник със страни {\displaystyle a}, {\displaystyle b}, {\displaystyle c} и {\displaystyle d} е вярно, че 
{\displaystyle S={\sqrt {(p-a)(p-b)(p-c)(p-d)}}} (формула на Брахмагупта).

## Примери
Нека △ABC е триъгълник със страни a = 4, b = 13 и c = 15. Полупериметърът е
{\displaystyle p={\tfrac {1}{2}}(a+b+c)={\tfrac {1}{2}}(4+13+15)=16}, а площта е
{\displaystyle {\begin{aligned}S&={\sqrt {p\left(p-a\right)\left(p-b\right)\left(p-c\right)}}={\sqrt {16\cdot (16-4)\cdot (16-13)\cdot (16-15)}}\\&={\sqrt {16\cdot 12\cdot 3\cdot 1}}={\sqrt {576}}=24.\end{aligned}}}
В този пример дължините на страните и площта са цели числа, което означава, че това е Херонов триъгълник. Хероновата формула обаче работи също толкова добре и в случаите, когато едно или всички от числата не са цели.

## История
За създател на формулата се приема Херон Александрийски и доказателството може да бъде открито в книгата му „Метрика“, написана през 60 г. сл. н. е. Предполага се, че Архимед е знаел формулата над 200 години по-рано и тъй като „Метрика“ е сборник с математически знания на Древния свят, е възможно тя да е съществувала и преди публикуването ѝ в книгата на Херон Александрийски.
Формула, подобна на Хероновата, която гласи
{\displaystyle S={\frac {1}{2}}{\sqrt {a^{2}c^{2}-\left({\frac {a^{2}+c^{2}-b^{2}}{2}}\right)^{2}}}}, където a ≥ b ≥ c,
е била открита от китайците, независимо от гърците. Публикувана е през 1247 г. в „Математически трактат от 9 глави" на Цин Дзюшао.

## Доказателства
Първоначално за доказването на Хероновата формула са били използвани циклични четириъгълници, но други аргументи се позовават на тригонометрията (като примерите по-долу) или на един вътрешен и външен кръг за триъгълника.

### Тригонометрично доказателство с помощта на косинусова теорема
Това е съвременно доказателство, което използва тригонометрия и алгебра и е съвсем различно от предоставеното от Херон в „Метрика“. Нека {\displaystyle a,b} и {\displaystyle c} са страните на триъгълника, а α, β и {\displaystyle \gamma } са срещуположните им ъгли. От косинусовата теорема се изразява косинусът на вътрешен ъгъл чрез страните на триъгълника:
{\displaystyle \cos \gamma ={\frac {a^{2}+b^{2}-c^{2}}{2ab}}.}
От тук се изразява синусът на същия ъгъл чрез страните на триъгълника и се получава алгебричното уравнение 
{\displaystyle \sin \gamma ={\sqrt {1-\cos ^{2}\gamma }}={\frac {\sqrt {4a^{2}b^{2}-(a^{2}+b^{2}-c^{2})^{2}}}{2ab}}.}
Височината на триъгълника към страната {\displaystyle a} има дължина {\displaystyle h_{a}=b\sin \gamma } и оттам за лицето на триъгълника се получава:
{\displaystyle {\begin{aligned}S&={\frac {({\mbox{основа}})({\mbox{височина}})}{2}}={\frac {ab\sin \gamma }{2}}=\\&={\frac {1}{4}}{\sqrt {4a^{2}b^{2}-(a^{2}+b^{2}-c^{2})^{2}}}=\\&={\frac {1}{4}}{\sqrt {(2ab-(a^{2}+b^{2}-c^{2}))(2ab+(a^{2}+b^{2}-c^{2}))}}=\\&={\frac {1}{4}}{\sqrt {(c^{2}-(a-b)^{2})((a+b)^{2}-c^{2})}}=\\&={\sqrt {\frac {(c-(a-b))(c+(a-b))((a+b)-c)((a+b)+c)}{16}}}=\\&={\sqrt {{\frac {(b+c-a)}{2}}{\frac {(a+c-b)}{2}}{\frac {(a+b-c)}{2}}{\frac {(a+b+c)}{2}}}}=\\&={\sqrt {{\frac {(a+b+c)}{2}}{\frac {(b+c-a)}{2}}{\frac {(a+c-b)}{2}}{\frac {(a+b-c)}{2}}}}=\\&={\sqrt {p(p-a)(p-b)(p-c)}}.\end{aligned}}}

### Алгебрично доказателство с помощта на Питагоровата теорема
За елементите на триъгълника на фигурата от Питагоровата теорема се получава:

{\displaystyle a^{2}=h^{2}+(c-d)^{2}} и

{\displaystyle b^{2}=h^{2}+d^{2}}.

Като се извадят почленно двете равенства, се получава

{\displaystyle a^{2}-b^{2}=c^{2}-2cd}.

Това уравнение позволява да се получи стойността на d чрез страните на триъгълника:
{\displaystyle d={\frac {-a^{2}+b^{2}+c^{2}}{2c}}.}
За височината на триъгълника h от Питагоровата теорема следва
{\displaystyle h^{2}=b^{2}-d^{2}}.
Като се замести d в горната формула и се приложи разликата от квадратите, се получава:
{\displaystyle {\begin{aligned}h^{2}&=b^{2}-\left({\frac {-a^{2}+b^{2}+c^{2}}{2c}}\right)^{2}=\\&={\frac {(2bc-a^{2}+b^{2}+c^{2})(2bc+a^{2}-b^{2}-c^{2})}{4c^{2}}}=\\&={\frac {((b+c)^{2}-a^{2})(a^{2}-(b-c)^{2})}{4c^{2}}}=\\&={\frac {(b+c-a)(b+c+a)(a+b-c)(a-b+c)}{4c^{2}}}=\\&={\frac {2(p-a)\cdot 2p\cdot 2(p-c)\cdot 2(p-b)}{4c^{2}}}=\\&={\frac {4p(p-a)(p-b)(p-c)}{c^{2}}}.\end{aligned}}}

Сега се прилага резултатът към формулата, която изчислява площта на триъгълник по височината му: 
{\displaystyle {\begin{aligned}S&={\frac {ch}{2}}=\\&={\sqrt {{\frac {c^{2}}{4}}\cdot {\frac {4p(p-a)(p-b)(p-c)}{c^{2}}}}}=\\&={\sqrt {p(p-a)(p-b)(p-c)}}.\end{aligned}}}

### Тригонометрично доказателство с помощта на Котангенсовата теорема
От първата част на доказателството на Котангенсовата теорема се получава, че площта на триъгълника е
{\displaystyle {\begin{aligned}S&=r{\big (}(p-a)+(p-b)+(p-c){\big )}=r^{2}\left({\frac {p-a}{r}}+{\frac {p-b}{r}}+{\frac {p-c}{r}}\right)=\\&=r^{2}\left(\cot {\frac {\alpha }{2}}+\cot {\frac {\beta }{2}}+\cot {\frac {\gamma }{2}}\right).\\\end{aligned}}}
Освен това {\displaystyle S=rp}, но тъй като сумата на полуъглите е π/2, се прилага тройната идентичност на котангенс, затова първият резултат на S става
{\displaystyle {\begin{aligned}S&=r^{2}\left(\cot {\frac {\alpha }{2}}\cot {\frac {\beta }{2}}\cot {\frac {\gamma }{2}}\right)=r^{2}\left({\frac {p-a}{r}}\cdot {\frac {p-b}{r}}\cdot {\frac {p-c}{r}}\right)=\\&={\frac {(p-a)(p-b)(p-c)}{r}}.\\\end{aligned}}}
Като се комбинират двете доказателства, се получава търсеният резултат
{\displaystyle S^{2}=p(p-a)(p-b)(p-c).}

## Изчислителна устойчивост
Хероновата формула, както е описана по-горе, е изчислително неустойчива за триъгълници с много малък ъгъл, когато се използва аритметика с плаваща запетая. Устойчива алтернатива включва подредба на страните според дължината им, така че a ≥ b ≥c и уравнението става
{\displaystyle S={\frac {1}{4}}{\sqrt {(a+(b+c))(c-(a-b))(c+(a-b))(a+(b-c))}}.}
 Скобите в горната формула са необходими, за да се избегне изчислителната нестабилност.

## Други формули за площ, наподобяващи формулата на Херон
Три други формули, имат същата структура като Хероновата формула, но се изразяват с помощта на различни променливи. Първо, като се обозначат медианите на страните a, b, и c съответно с ma, mb, и mc и тяхната полусума като {\displaystyle \mu ={\tfrac {1}{2}}(m_{a}+m_{b}+m_{c})} σ, се получава
{\displaystyle S={\frac {4}{3}}{\sqrt {\mu (\mu -m_{a})(\mu -m_{b})(\mu -m_{c})}}.}

После, като се обозначат височините към страни a, b, и c съответно с ha, hb, и hc и полусумата от реципрочните стойности на височините като {\displaystyle \eta ={\tfrac {1}{2}}(h_{a}^{-1}+h_{b}^{-1}+h_{c}^{-1})}, се получава 
{\displaystyle S^{-1}=4{\sqrt {\eta (\eta -h_{a}^{-1})(\eta -h_{b}^{-1})(\eta -h_{c}^{-1})}}.}
Накрая се обозначава полусумата на синусите на ъглите като {\displaystyle \sigma ={\tfrac {1}{2}}(\sin \alpha +\sin \beta +\sin \gamma )} и се получава
{\displaystyle S=D^{2}{\sqrt {\sigma (\sigma -\sin \alpha )(\sigma -\sin \beta )(\sigma -\sin \gamma )}},}
 където D е диаметърът на окръжността:
{\displaystyle D={\frac {a}{\sin \alpha }}+{\frac {b}{\sin \beta }}+{\frac {c}{\sin \gamma }}}.

## Обобщение
Хероновата формула може да се разглежда като специален случай на формулата на Брахмагупта за изчисляване площта на четириъгълник. И двете формули са специални случаи на формулата на Бретшнайдер за изчисляване площта на четириъгълник. Хероновата формула може да бъде изведена от формулата на Брахмагупта или формулата на Бретшнайдер като се приеме, че една от страните на четириъгълника е равна на 0.
Хероновата формула, също така, може да се разглежда и като специален случай на формулата за изчисляване площта на трапец по размерите на неговите страни. Тук формулата може да бъде изведена като приемем, че по-малките страни на фигурата са равни на 0.
Хероновата формула, изразена чрез детерминантата на Кели–Менгер, от гледна точка на формулата за изчисление площта на квадрат по дадени три негови върха, илюстрира приликата и с формулата на Тарталия за изчисляване на обем.
{\displaystyle S={1 \over 4}{\sqrt {-{\begin{vmatrix}0&a^{2}&b^{2}&1\\a^{2}&0&c^{2}&1\\b^{2}&c^{2}&0&1\\1&1&1&0\end{vmatrix}}}}.}

### Формула от Херонов тип за изчисляване обема на тетраедър
Ако U, V, W, u, v, w са дължините на ръбовете на произволен тетраедър, като първите три формират триъгълник, а u е срещуположен на U, v е срещуположен на V и w е срещуположен на W), тогава обемът 
{\displaystyle V={{\sqrt {(-a+b+c+d)(a-b+c+d)(a+b-c+d)(a+b+c-d)}} \over 192uvw}}

където 
{\displaystyle {\begin{aligned}a&={\sqrt {xYZ}}\\b&={\sqrt {yZX}}\\c&={\sqrt {zXY}}\\d&={\sqrt {xyz}}\\X&=(w-U+v)\,(U+v+w)\\x&=(U-v+w)\,(v-w+U)\\Y&=(u-V+w)\,(V+w+u)\\y&=(V-w+u)\,(w-u+V)\\Z&=(v-W+u)\,(W+u+v)\\z&=(W-u+v)\,(u-v+W).\end{aligned}}}